# Karl von Paschwitz (Offizier)
Karl Christian Bernhard Gottlieb Ritter und Edler von Paschwitz, auch Carl von Paschwitz (* 2. Februar 1793 in Hamm, Westfalen; † 7. März 1872 in Görlitz) war königlich preußischer Oberstleutnant und Ehrenbürger von Oranienburg.

## Herkunft
Er entstammte einer Familie aus dem Fürstentum Bayreuth, deren Stammvater Samuel Parsch im Jahr 1715 in den Reichsritterstand erhoben worden war.
Seine Eltern waren Johann Ludwig Friedrich August von Paschwitz (* 26. Januar 1770; † 28. Dezember 1828) und dessen erste Ehefrau Charlotte Sophie Sophie von Hillesheim (* 19. Januar 1771; † 4. Oktober 18??).

## Leben
Von 1828 bis 1838 war Paschwitz Kommandeur des 1. Bataillons im 24. Landwehr-Regiment zu Oranienburg. Ab 1838 war er Kommandeur des 1. Bataillons im Infanterie-Regiment „Graf Schwerin“ (3. Pommersches) Nr. 14 zu Stargard in Pommern.
Bereits nach seiner Versetzung wurde ihm am 26. April 1838 als königlich preußischer Major durch den Magistrat der Stadt Oranienburg als Erstem die neu eingeführte Ehrenbürgerwürde der Stadt verliehen. Das Ehrenbürger-Diplom wurde ihm an die neue Wirkungsstätte in Stargard nachgesandt. Die amtliche Begründung für die Verleihung des Ehrenbürgerrechts lautete: „In Anerkennung des wirklich liberalen Benehmens gegen die gesamte Bürgerschaft ... [und seiner] Bereitwilligkeit, einem jeden das unwürdig drückende Los der Militärverhältnisse nach Möglichkeit zu erleichtern“ während seiner Jahre als Bataillonskommandeur in Oranienburg. Er habe „durch sein besonders freundliches Benehmen die allgemeine Liebe und Hochachtung genossen“.

## Familie
Paschwitz heiratete am 22. Juni 1819 in Frankfurt (Oder) Marie von Wobeser (* 26. Mai 1801; † 18. September 1887 in Görlitz), eine Tochter der Schriftstellerin Wilhelmine Karoline von Wobeser. Das Paar hatte mehrere Kinder:
- Klara (* 17. Mai 1820; † 7. Mai 1880)

⚭ 1847 Samuel David Roller (* 25. Dezember 1779; † 26. August 1850), Pastor in Lausa
⚭ 1855 Dr. Michael Laseron (* 11. Mai 1819; † 28. April 1894)
- Adelheid Friederike Wilhelmine Dorothea (* 25. April 1821; † 22. Februar 1891) ⚭ 1839 Wilhelm von Massow (* 11. November 1803; † 12. Oktober 1870), Oberstleutnant[6]
- Marie (* 24. Juli 1826; † 22. März 1905) ⚭ Eugen Schmiedel, Herr auf Hermsdorf
- Johanna
- Bertha
- Ludwig Otto (* 29. September 1829), ab 1841 Rebeur-Paschwitz ⚭ Ellen Richards (* 2. September 1835; † 10. Oktober 1900), Eltern von Hubert von Rebeur-Paschwitz
- Anna (* 19. August 1834; † 1. Dezember 1851) ⚭ 26. August 1850 Alfred von Pourtales († 25. August 1889), Herr auf Laasow[7]
- Elisabeth (* 13. Mai 1839) ⚭ 1858 Meloill Richards